# Tahmasp I.

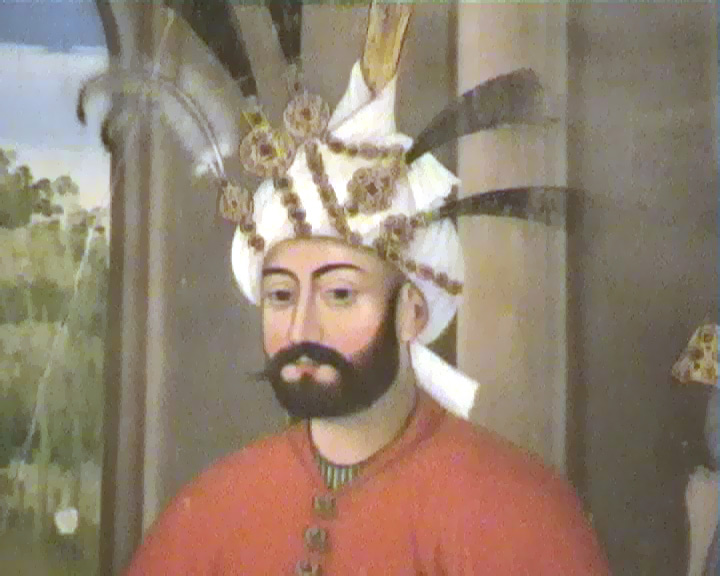
Schah Tahmasp I. auf einem Fresko aus dem Tschehel-Sotun-Palast in Isfahan (Ausschnitt).

Abul-Fath Tahmasp I. (persisch ابو الفتح طهماسب, DMG Abū'l-Fatḥ Ṭahmāseb [tæhˈmɔːseb]; * 22. Februar 1514 in Šāh-Ābād bei Isfahan; † 14. Mai 1576 in Qazvin) war ein iranischer Regent. Er war Schah von Persien und wurde im Jahre 1524 im Alter von nur 10 Jahren als Nachfolger seines Vaters, Ismail I. (1501–1524), zum zweiten Schah der Safawidendynastie gekrönt.
Die Amtszeit Tahmasps I. war von heftigen innen- und außenpolitischen Umbrüchen gekennzeichnet: Unmittelbar nach dem Tode Ismails übernahmen die Kizilbasch die Kontrolle im Staat, innerhalb der verschiedenen turkomanischen Stämme brachen Rivalitäten aus; im Jahre 1526 kam es zum Bürgerkrieg. In dieser Zeit lag die wahre Macht im Staate in der Hand der Kizilbasch, deren Herrschaft Tahmasp jedoch 1533 durch die Hinrichtung Husayn Khans endgültig brechen konnte.
Die Phase der innenpolitischen Unruhen hatte ein tiefes Vordringen der Osmanen im Westen sowie der Usbeken im Osten auf safawidisches Territorium ermöglicht. Während der 52-jährigen Amtszeit Tahmasps I. kam es zu zahlreichen osmanischen Attacken unter Sultan Süleyman I., im Jahre 1555 konnte jedoch der Frieden von Amasya vereinbart werden, der eine 30-jährige Friedensperiode einläutete.
Zwischen 1540 und 1553 unternahmen die Safawiden vier Kampagnen in den Kaukasus, den ständigen Zankapfel zwischen beiden Reichen. Georgische, tscherkessische und armenische Kriegsgefangene wurden in großer Zahl nach Persien verbracht, wo man sich deren kaufmännische und handwerkliche Fertigkeiten zu Nutze machte. Dieser Bevölkerungstransfer bewirkte u. a. eine beträchtliche Veränderung der bisher (zwischen turkstämmigen und iranstämmigen Elementen) tiefgespaltenen safawidischen Gesellschaft.
Schah Tahmasp I. starb am 14. Mai 1576. Er galt als sehr religiöser Mensch, doch ebenso als geizig und habsüchtig. Unter seiner Herrschaft wurde die safawidische Hauptstadt von Täbris nach Qazvin transferiert. Dort nahm er seinen Regierungssitz im Pavillon Tschehel Sotun.